# Marco Borghetto
Marco Borghetto (Treviso, 16 luglio 1970) è un ex calciatore italiano, di ruolo portiere.

## Carriera
In carriera ha totalizzato 78 presenze in Serie B, tutte con la maglia del Chievo Verona.

## Palmarès

### Club

#### Competizioni nazionali
- Campionato Interregionale: 1

Imolese: 1989-1990